# 中国大脐蜗牛
中国大脐蜗牛（学名：Aegista chinensis），是柄眼目扁蜗牛科盾蜗牛属的一种。主要分布于中国大陆，常栖息在潮湿灌木丛，草丛，石块，瓦砾下，岩石缝里、农田附近的草丛中及住宅、公园附近。